# Pallasite
Les pallasites sont des météorites composées de cristaux d'olivine automorphe ou xénomorphe, inclus dans une matrice de fer-nickel où l'on retrouve souvent les figures de Widmanstätten. Densité : de 4,5 à 7.
Sciées et polies, les pallasites deviennent très esthétiques et prennent une grande valeur marchande du fait de leur rareté (1 % des chutes de météorites).

## Histoire
Les pallasites ne tiennent leur nom ni de la déesse Pallas Athéna, ni de l'astéroïde (2) Pallas, avec lequel elles n'ont d'ailleurs aucun lien, mais du zoologiste et naturaliste prussien Peter Simon Pallas (1741-1811). En 1772, Pallas apprend l'existence d'un morceau de métal de 680 kilogrammes trouvé en 1749 dans les montagnes de Sibérie, à relative proximité de Krasnoïarsk (Russie). Pallas organise son transport à Saint-Pétersbourg et l'étudie à son retour dans la capitale impériale. L'analyse montre qu'il s'agit d'un nouveau type de météorite, baptisé pallasite par Ernst Chladni en 1794 (l'astéroïde Pallas, lui, ne sera découvert qu'en 1802, donc après que ces météorites ont reçu leur nom). La météorite elle-même, d'abord désignée sous le nom de « fer de Pallas », est aujourd'hui appelée météorite Krasnoïarsk.
La description faite par Pallas a permis au physicien allemand Ernst Chladni de convaincre la communauté scientifique que les météorites étaient bien des objets d'origine extraterrestre. L'assemblage métal/silicate du « fer de Pallas » n'avait en effet aucun rapport plausible avec les roches au milieu desquelles il avait été découvert, et au contraire ressemblait beaucoup à d'autres objets trouvés ailleurs dans le monde.

## Exemples

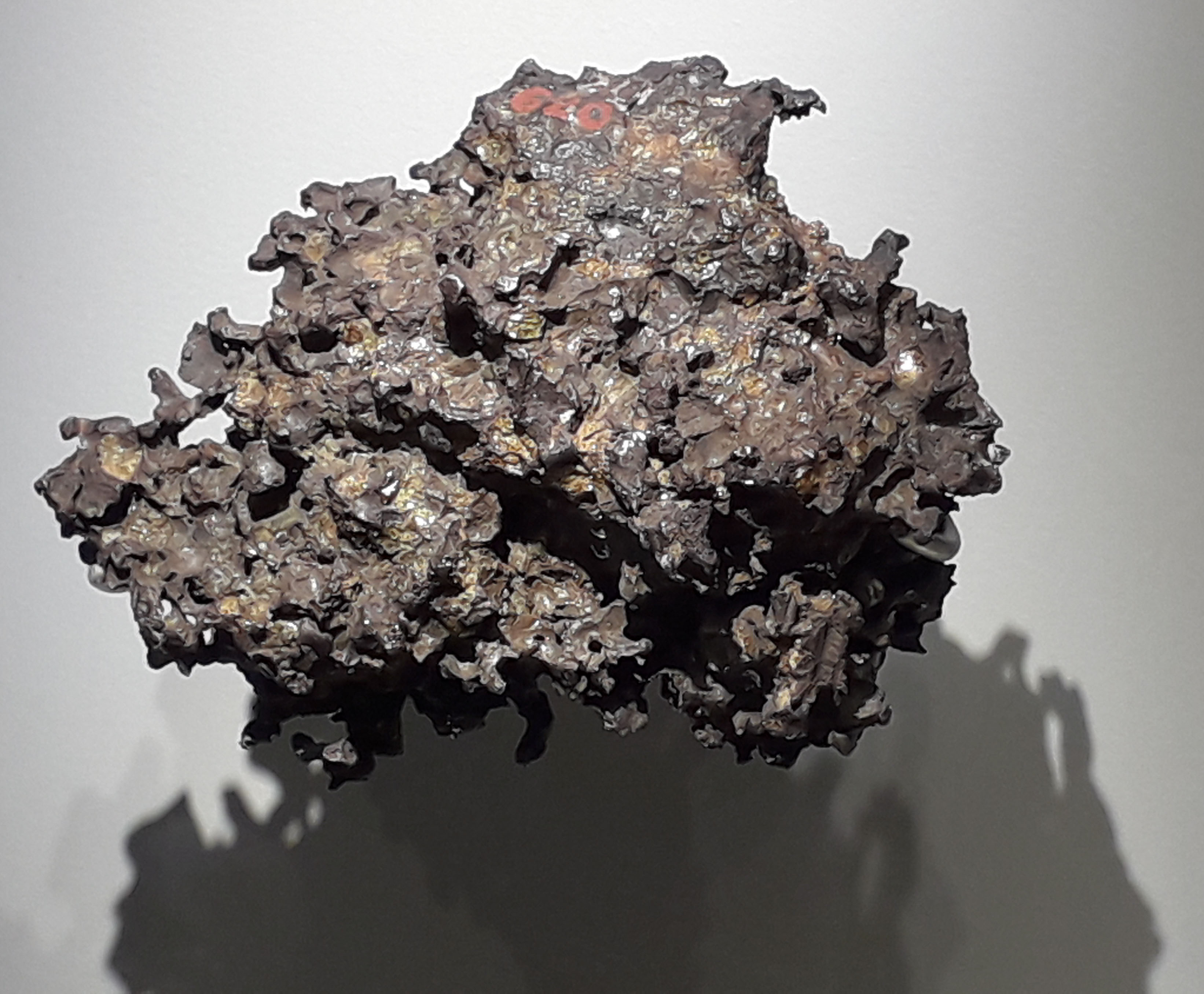
Fragment de la météorite Krasnoïarsk exposé dans la Grande galerie de l’Évolution, au Muséum national d'histoire naturelle (Paris, 18 octobre 2017 - 10 juin 2018).
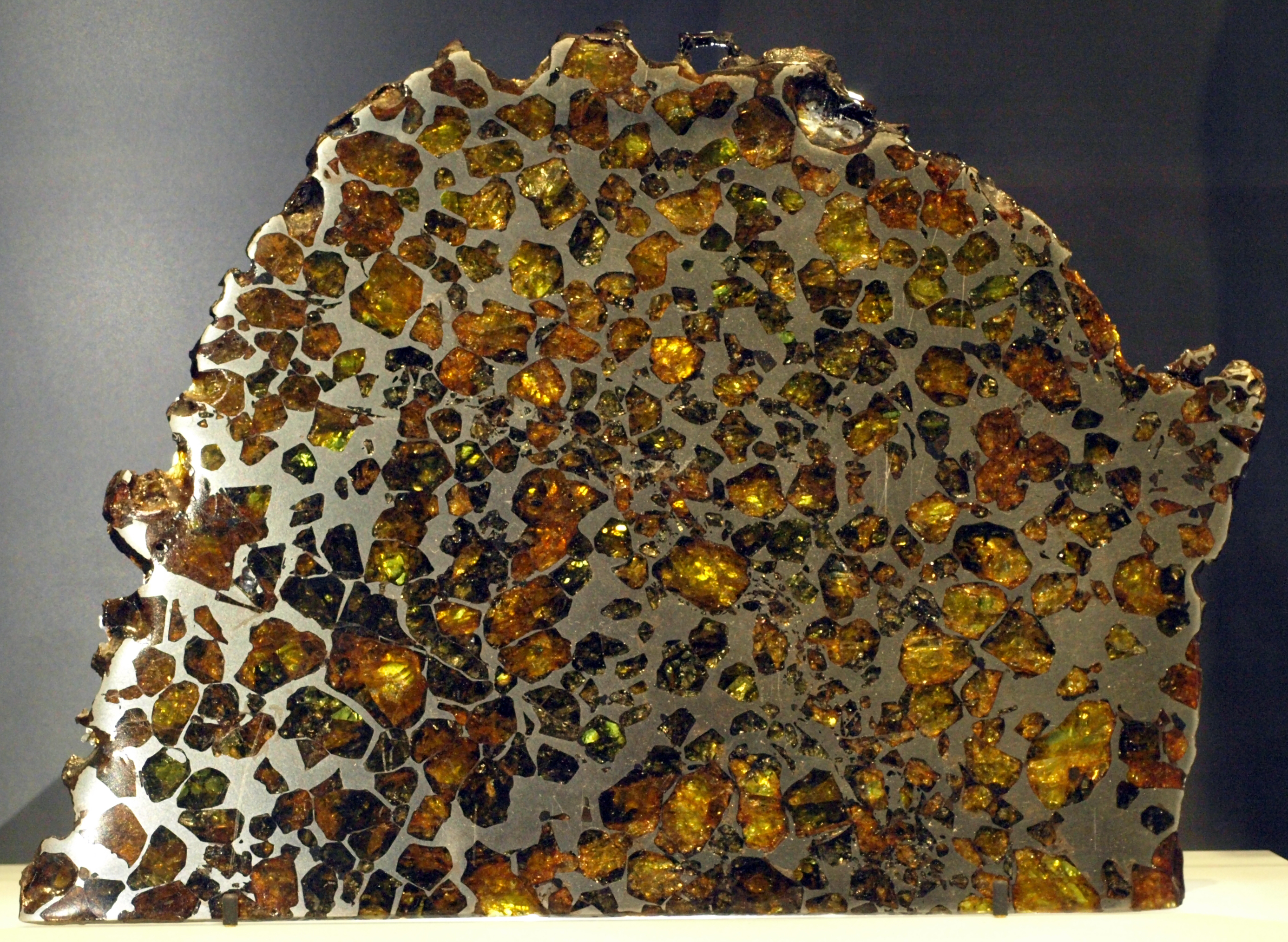
Coupe de la pallasite Esquel (en), tombée en Argentine.
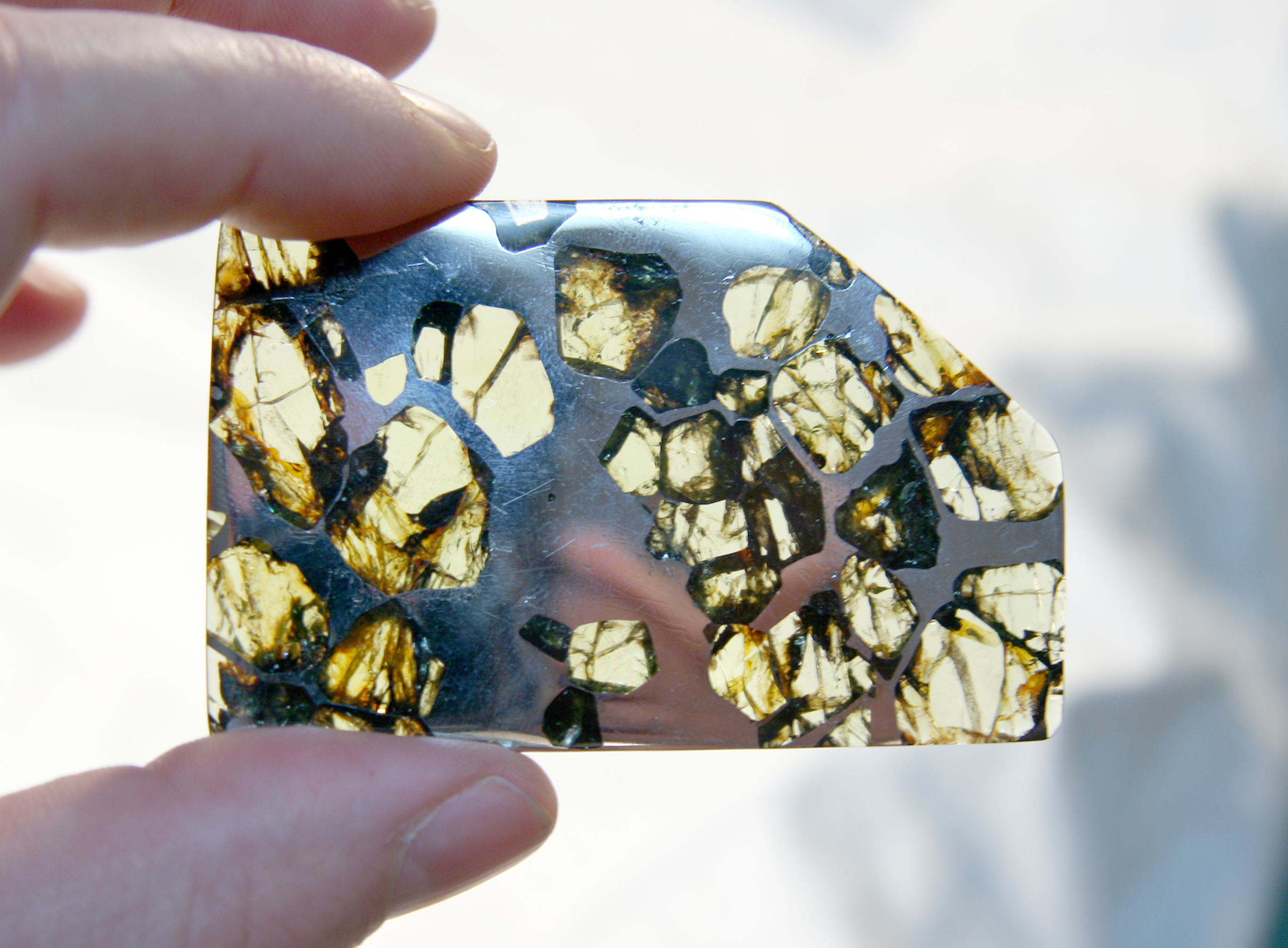
Tranche de la pallasite Esquel (en).
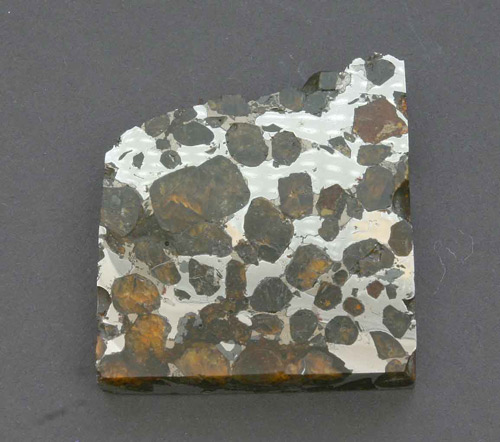
Tranche de la pallasite Brahin, trouvée en Biélorussie.
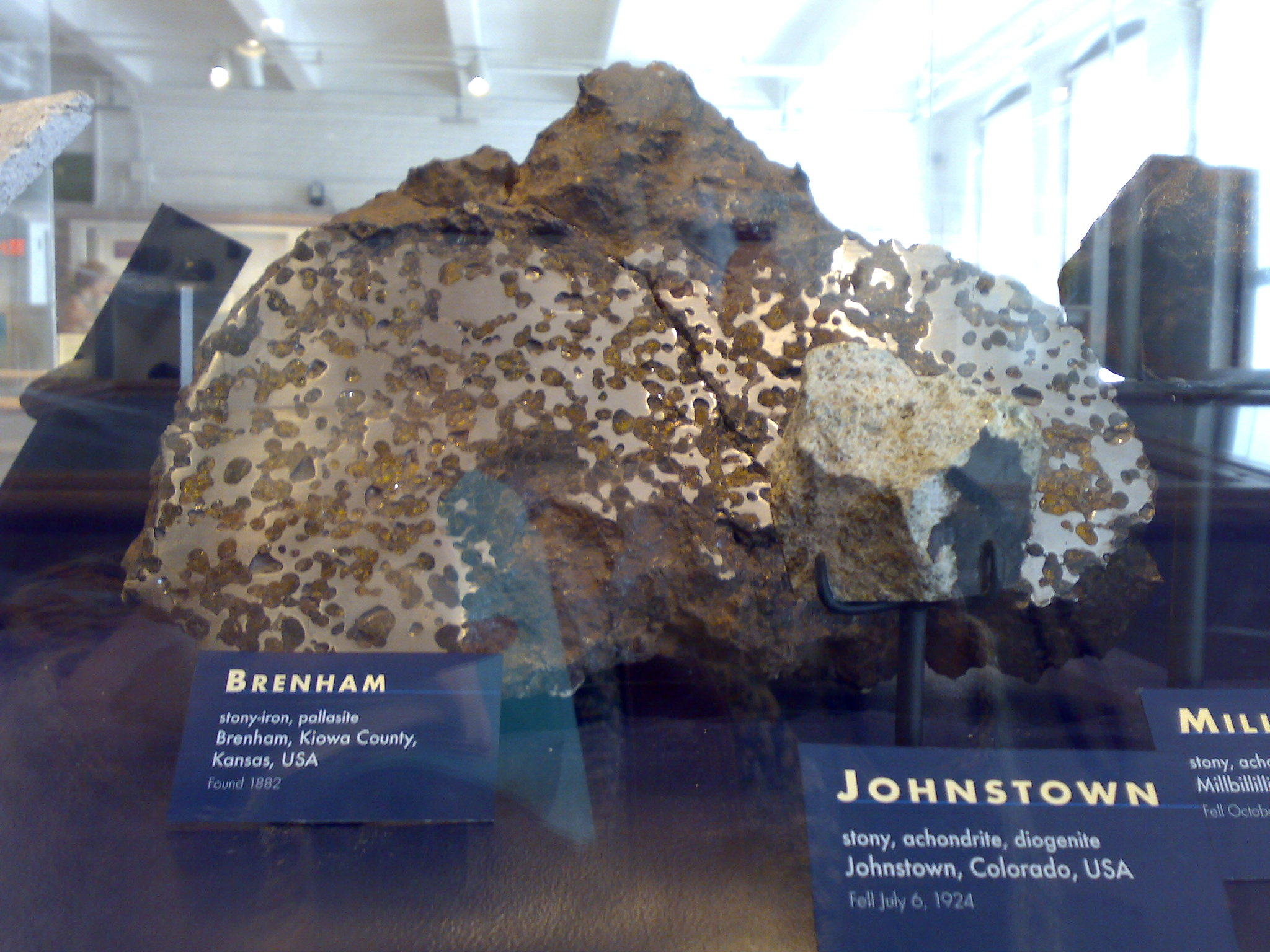
Coupe de la pallasite Brenham (en), trouvée aux États-Unis (en).